# Lądowisko Gorzów Wielkopolski-Szpital
Lądowisko Gorzów Wielkopolski-Szpital – lądowisko sanitarne w Gorzowie Wielkopolskim, w województwie lubuskim, położone przy ul. Dekerta 1. Przeznaczone jest do wykonywania startów i lądowań śmigłowców sanitarnych i ratowniczych w dzień i w nocy o dopuszczalnej masie startowej do 5700 kg.

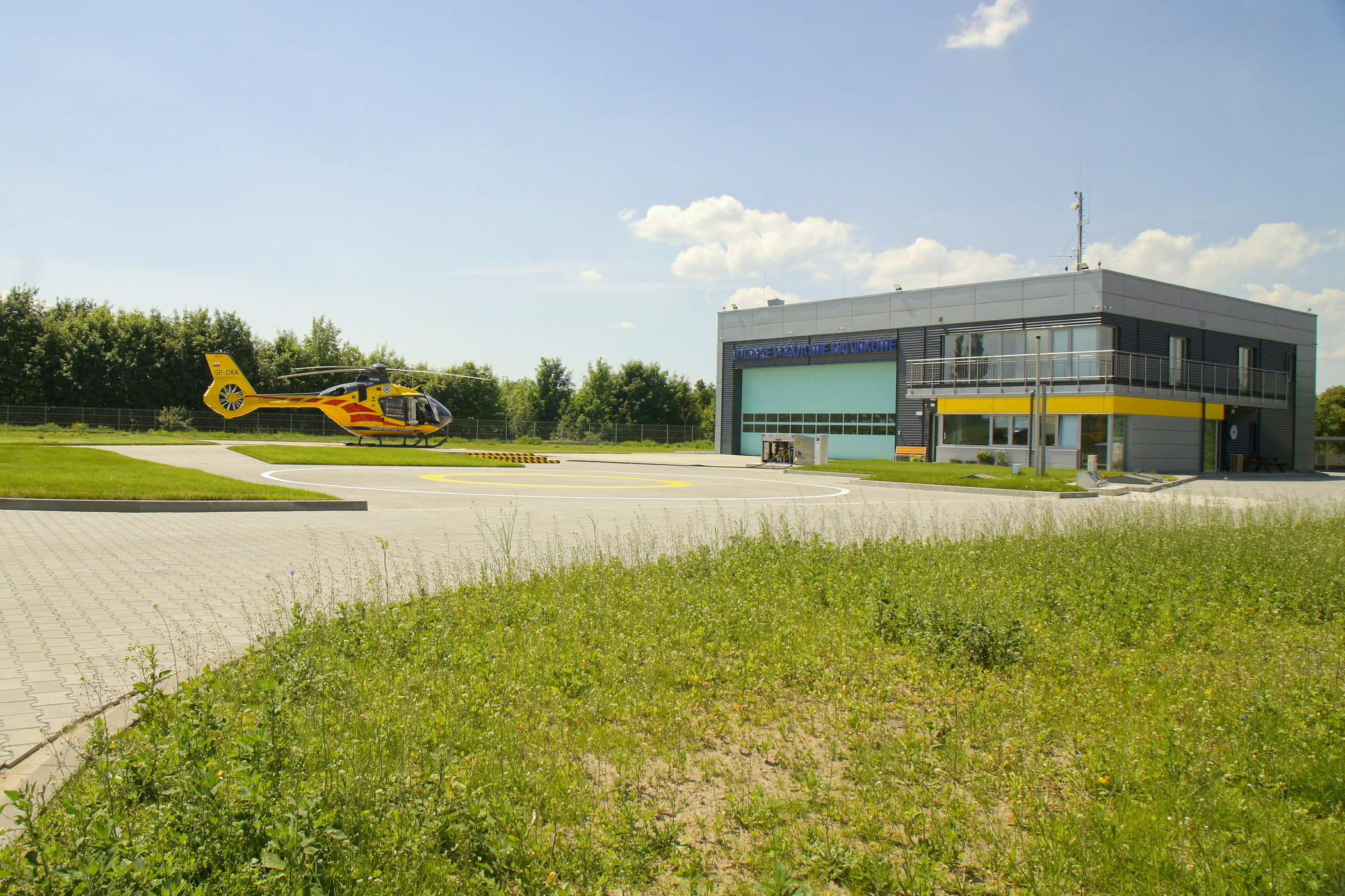
Od maja 2019 baza funkcjonuje w stałym budynku

Lądowisko jest bazą Lotniczego Pogotowia Ratunkowego, a zarządzającym jest Wielospecjalistyczny Szpital Wojewódzki w Gorzowie Wielkopolskim sp. z o.o. W roku 2014 zostało wpisane do ewidencji lądowisk Urzędu Lotnictwa Cywilnego pod numerem 292